# Kijk omhoog
"Kijk omhoog" is een nummer van het Nederlandse duo Nick & Simon. Het nummer verscheen op hun album Vandaag uit 2007. Op 24 augustus van dat jaar werd het nummer uitgebracht als de eerste single van het album.

## Achtergrond
"Kijk omhoog" is geschreven door Gordon Groothedde, Nick Schilder en Edwin van Hoevelaak en geproduceerd door Groothedde en Van Hoevelaak. Met de single scoorden Nick & Simon hun eerste top 10-hit in de Nederlandse Top 40, waar het piekte op de zesde plaats. In de Single Top 100 werd het eveneens de grootste hit van het duo tot dan toe met een tweede plaats als hoogste notering. De videoclip van het nummer is opgenomen in en rond het zenderpark Radio Kootwijk.
In 2007 werd het nummer door de luisteraars van de radiozender 100%NL op de derde plaats in de Volendam Top 100 gestemd; in de Volendammer Top 1000 uit 2013, georganiseerd door meerdere Noord-Hollandse radio- en televisieomroepen, kwam het nummer op plaats 45 terecht. Tijdens The Passion 2014 werd het nummer tweemaal uitgevoerd door respectievelijk Simone Kleinsma in de rol van Maria en de gehele cast met Jan Dulles in de rol van Jezus als belangrijkste zanger.

## Hitnoteringen

### Nederlandse Top 40
| Hitnotering: 08-09-2007 t/m 10-11-2007 | Hitnotering: 08-09-2007 t/m 10-11-2007 | Hitnotering: 08-09-2007 t/m 10-11-2007 | Hitnotering: 08-09-2007 t/m 10-11-2007 | Hitnotering: 08-09-2007 t/m 10-11-2007 | Hitnotering: 08-09-2007 t/m 10-11-2007 | Hitnotering: 08-09-2007 t/m 10-11-2007 | Hitnotering: 08-09-2007 t/m 10-11-2007 | Hitnotering: 08-09-2007 t/m 10-11-2007 | Hitnotering: 08-09-2007 t/m 10-11-2007 | Hitnotering: 08-09-2007 t/m 10-11-2007 | Hitnotering: 08-09-2007 t/m 10-11-2007 |
| Week                                   | 1                                      | 2                                      | 3                                      | 4                                      | 5                                      | 6                                      | 7                                      | 8                                      | 9                                      | 10                                     |                                        |
| -------------------------------------- | -------------------------------------- | -------------------------------------- | -------------------------------------- | -------------------------------------- | -------------------------------------- | -------------------------------------- | -------------------------------------- | -------------------------------------- | -------------------------------------- | -------------------------------------- | -------------------------------------- |
| Positie                                | 15                                     | 10                                     | 10                                     | 6                                      | 6                                      | 9                                      | 9                                      | 15                                     | 23                                     | 32                                     | uit                                    |

### Single Top 100
| Hitnotering: 01-09-2007 t/m 22-12-2007 | Hitnotering: 01-09-2007 t/m 22-12-2007 | Hitnotering: 01-09-2007 t/m 22-12-2007 | Hitnotering: 01-09-2007 t/m 22-12-2007 | Hitnotering: 01-09-2007 t/m 22-12-2007 | Hitnotering: 01-09-2007 t/m 22-12-2007 | Hitnotering: 01-09-2007 t/m 22-12-2007 | Hitnotering: 01-09-2007 t/m 22-12-2007 | Hitnotering: 01-09-2007 t/m 22-12-2007 | Hitnotering: 01-09-2007 t/m 22-12-2007 | Hitnotering: 01-09-2007 t/m 22-12-2007 | Hitnotering: 01-09-2007 t/m 22-12-2007 | Hitnotering: 01-09-2007 t/m 22-12-2007 | Hitnotering: 01-09-2007 t/m 22-12-2007 | Hitnotering: 01-09-2007 t/m 22-12-2007 | Hitnotering: 01-09-2007 t/m 22-12-2007 | Hitnotering: 01-09-2007 t/m 22-12-2007 | Hitnotering: 01-09-2007 t/m 22-12-2007 | Hitnotering: 01-09-2007 t/m 22-12-2007 |
| Week                                   | 1                                      | 2                                      | 3                                      | 4                                      | 5                                      | 6                                      | 7                                      | 8                                      | 9                                      | 10                                     | 11                                     | 12                                     | 13                                     | 14                                     | 15                                     | 16                                     | 17                                     |                                        |
| -------------------------------------- | -------------------------------------- | -------------------------------------- | -------------------------------------- | -------------------------------------- | -------------------------------------- | -------------------------------------- | -------------------------------------- | -------------------------------------- | -------------------------------------- | -------------------------------------- | -------------------------------------- | -------------------------------------- | -------------------------------------- | -------------------------------------- | -------------------------------------- | -------------------------------------- | -------------------------------------- | -------------------------------------- |
| Positie                                | 2                                      | 8                                      | 7                                      | 7                                      | 6                                      | 9                                      | 9                                      | 11                                     | 14                                     | 24                                     | 27                                     | 34                                     | 49                                     | 44                                     | 34                                     | 62                                     | 85                                     | uit                                    |

### NPO Radio 2 Top 2000
| Nummer met noteringen in de NPO Radio 2 Top 2000 | '09 | '10 | '11 | '12 | '13 | '14  | '15  | '16  | '17  | '18  | '19  | '20  | '21  | '22  | '23  |
| ------------------------------------------------ | --- | --- | --- | --- | --- | ---- | ---- | ---- | ---- | ---- | ---- | ---- | ---- | ---- | ---- |
| Kijk omhoog                                      | 133 | 663 | 483 | 911 | 879 | 1013 | 1182 | 1384 | 1592 | 1466 | 1495 | 1305 | 1480 | 1539 | 1706 |

1. ↑  Een vetgedrukt getal geeft de hoogste notering aan.
2. ↑  2009 was het eerste jaar met een notering voor dit nummer.
3. ↑  Deze tabel is bijgewerkt tot en met de laatste editie (2024).